# Rozmnażanie płciowe
Rozmnażanie płciowe, generatywne – rozmnażanie za pomocą haploidalnych komórek rozrodczych (gamet) – męskiej i żeńskiej, powstających zazwyczaj w wyspecjalizowanych narządach płciowych (u zwierząt) lub organach generatywnych (u roślin). Po połączeniu się dwóch komórek rozrodczych powstaje diploidalna zygota, z której rozwija się diploidalny zarodek, a następnie nowy organizm. Płciowo rozmnaża się większość zwierząt i część roślin, a grzyby przeważnie są zdolne do obu typów rozmnażania.
Występują trzy sposoby rozmnażania płciowego: izogamia, anizogamia, oogamia, przy czym u roślin wyższych występuje tylko oogamia.
Koniugację, obserwuje się również u bakterii, ale polega ona jedynie na przekazywaniu sobie przez bakterie fragmentów materiału genetycznego. Nie towarzyszy temu podział komórki, nie jest to więc forma rozmnażania. O zachowaniu bakterii w koniugacji decyduje obecność w nich tzw. czynnika płci (czynnika F).

## Przewaga rozmnażania płciowego nad bezpłciowym
Podstawową zaletą wynikającą z tego sposobu rozmnażania jest różnorodność potomstwa pozwalająca organizmom rozmnażającym się płciowo na szybszą ewolucję niż u rozmnażających się bezpłciowo. Ta różnorodność jest wynikiem kilku zdarzeń losowych, jakie mają miejsce w procesie tworzenia gamet i zapłodnienia:
- segregacji chromosomów
- wymiany genów pomiędzy chromosomami homologicznymi – crossing-over
- losowego doboru gamet

Segregacja chromosomów – tworzące się gamety otrzymują po jednym chromosomie z każdej pary chromosomów homologicznych (a więc podobnych, lecz nie identycznych). Jeśli komórka macierzysta gamet ma tylko jedną parę chromosomów (sytuacja wielce nietypowa, liczba chromosomów zależy od gatunku organizmu), to podczas tworzenia się gamety następuje losowy wybór jednej z dwóch możliwości – gameta odziedziczy chromosom, który jej rodzic u swego zarania otrzymał w gamecie męskiej albo ten który rodzic otrzymał w gamecie żeńskiej. Jeśli par chromosomów jest więcej, to dla każdej pary dobór jednego z chromosomów zachodzi niezależnie i z tym samym prawdopodobieństwem. Dla 23 par chromosomów istnieje 8 388 608 możliwości.
Wymiana genów pomiędzy chromosomami homologicznymi znana jest lepiej jako zjawisko crossing-over. Dzięki temu mechanizmowi wymiany chromosomy nie są sztywnymi pakietami genów, ale geny które u rodzica należą do różnych chromosomów tej samej pary, mogą u potomka znaleźć się w tym samym chromosomie. Gameta otrzymuje tylko jeden chromosom każdej pary na skutek czego geny położone na różnych chromosomach ulegną rozdzieleniu, natomiast należące do tego samego chromosomu mają szansę odziedziczyć się razem.
Losowy dobór gamet – czynniki o których wspomniano w powyższych punktach prowadzą do dużej różnorodności gamet. Na ogół gamety tworzone są w dużym, a nawet gigantycznym nadmiarze i tylko nieliczne z nich uczestniczą w tworzeniu zygoty i rozwijającego się z niej organizmu potomnego. Gamety, którym dane będzie uczestniczyć w zapłodnieniu są wybierane losowo. Gamety nie wybrane giną bez śladu. Na skutek losowości procesu i gigantycznej liczby równoważnych możliwości, wybór praktycznie za każdym razem jest inny. Każdy organizm powstający na drodze rozmnażania płciowego jest zatem niepowtarzalny. Wyjątek stanowi tylko przypadek gdy dawcy obu rodzajów gamet – oboje rodzice – mają ten sam genotyp, a każdą parę ich chromosomów homologicznych tworzą chromosomy nie podobne, lecz identyczne. Takie organizmy tworzą tzw. czyste linie.
Z drugiej strony konieczność uczestniczenia dwóch osobników w rozmnażaniu jest w niektórych przypadkach niekorzystna, toteż istnieją dość powszechnie gatunki, u których występują obie metody rozmnażania.

## Rozmnażanie jednopłciowe u ssaków
U ssaków prawidłowy rozwój embrionu wymaga udziału zarówno genomu matczynego, jak i ojcowskiego. Rozwój zarodka zawierającego wyłącznie ojcowskie chromosomy jest upośledzony i kończy się jego śmiercią. W embrionie zawierającym wyłącznie matczyne chromosomy dochodzi do niedorozwoju tkanek pozazarodkowych, co skutkuje jego obumarciem. Przeszkodą w uzyskaniu ssaczego potomstwa mającego rodziców tej samej płci jest imprinting genomowy. W przypadku myszy naukowcom udało się obejść tą przeszkodę. Rozmnażanie jednopłciowe u ssaków zostało uzyskane dzięki metodom inżynierii genetycznej. W rezultacie eksperymentów genetycznych na świat przyszło potomstwo mysich rodziców tej samej płci.
W 2004 roku na łamach „Nature” japońscy i południowokoreańscy naukowcy poinformowali o narodzinach myszy o imieniu Kaguya, pierwszego ssaka, którego rodzicami były dwie samice i który dożył dorosłości. Kaguya powstała z połączenia genomu niedojrzałego oocytu pobranego od transgenicznej myszy posiadającej delecję o wielkości 13 kpz w genie H19 z genomem dojrzałego oocytu pobranego od zwykłej myszy. Mysz doczekała się własnego potomstwa poczętego w wyniku kopulacji.
Kilka lat później badaczom z University of Texas MD Anderson Cancer Center i Baylor College of Medicine udało się uzyskać zdolne do życia potomstwo dwóch samców myszy. Dokonali tego dzięki zastosowaniu męskich indukowanych pluripotencjalnych komórek macierzystych, w których doszło do spontanicznej utraty chromosomu Y. Takie komórki wykorzystano następnie do wyhodowania żeńskich chimer, które potem zostały pokryte przez samców. W rezultacie przyszły na świat młode, a wśród nich część posiadało materiał genetyczny od dwóch osobników płci męskiej.
W 2018 roku periodyk „Cell Stem Cell” poinformował, że zespołowi naukowców z Chińskiej Akademii Nauk udało się za pomocą metody edytowania genomu CRISPR/Cas wyhodować myszy, których rodzicami były zarówno dwie samice, jak i dwóch samców. Myszy z dwiema matkami stworzono przez połączenie partenogenetycznej (żeńskiej) haploidalnej embrionalnej komórki macierzystej, która w pierwszym wariancie miała delecje w 2 imprintowanych regionach genomu, a w drugim wariancie – w 3, z komórką jajową innej samicy. W pierwszym przypadku myszy, które urodziły się żywe, nie rozwijały się prawidłowo, ale dożyły dorosłości. W drugim przypadku myszy, które urodziły się żywe, rozwijały się prawidłowo, dożyły dorosłości i część z nich doczekała się własnego potomstwa poczętego drogą naturalną. Myszy z dwoma ojcami stworzono przez równoczesną iniekcję androgenetycznej (męskiej) haploidalnej embrionalnej komórki macierzystej, która w pierwszym wariancie miała delecje w 6 imprintowanych regionach genomu, a w drugim wariancie – w 7, wraz z plemnikiem innego samca, do enukleowanej komórki jajowej, a uzyskany w ten sposób zarodek poddano następnie tetraploidalnej komplementacji. W obu przypadkach myszy, które urodziły się żywe, padły niedługo po urodzeniu, ale w drugim przypadku niektóre przeżyły 2 dni.
Naukowcy pracują nad uzyskaniem funkcjonalnych i terapeutycznie bezpiecznych sztucznych gamet ludzkich z komórek macierzystych lub bezpośrednio z komórek somatycznych. Wyhodowanie plemników z żeńskich komórek i oocytów z męskich komórek umożliwiłoby parom jednopłciowym posiadanie genetycznego potomstwa.
Technika wytwarzania komórek rozrodczych z komórek macierzystych została nazwana „gametogenezą in vitro”.